# Обліковий запис
Обліковий запис (неолог. акаунт, обліковка й обліківка) у комп'ютерній системі — сукупність наданої інформації про користувача, засобів та прав користувача відносно багатокористувацької системи.

## Значення
Обліковий запис, як правило, містить відомості, необхідні для ідентифікації користувача при підключенні до системи, інформацію для авторизації і обліку. Це ім'я користувача та пароль (або інше аналогічний засіб автентифікації — наприклад, біометричні характеристики). Пароль або його аналог, як правило, зберігається в зашифрованому або хешованому вигляді (з міркувань безпеки).
Для підвищення надійності можуть бути, поряд з паролем, передбачені альтернативні засоби автентифікації: наприклад, спеціальне секретне питання (або кілька питань) такого змісту, щоб відповідь було відома тільки користувачеві. Такі питання й відповіді також зберігаються в обліковому записі.
Обліковий запис може містити також додаткові анкетні дані користувача (обов'язково чи опціонально): ім'я, прізвище, по батькові, псевдонім, стать, вік, дата народження, адреса e-mail, домашня і робоча адреса, номер домашнього, робочого та стільникового телефону, номер ICQ, ідентифікатор Skype, інші контактні дані систем миттєвого обміну повідомленнями, адреса домашньої сторінки та/або блогу в інтернеті або інтранеті, відомості про хобі, про коло інтересів, про сім'ю, про перенесені хвороби, про політичні уподобання, про партійну приналежність, про культурні уподобання, про вміння спілкуватися іноземними мовами тощо. Конкретні категорії даних, які можуть бути внесені в таку анкету, визначаються творцями і (або) адміністраторами системи.
Обліковий запис може також містити одну або декілька фотографій або аватар користувача.
Обліковий запис користувача також може враховувати різні статистичні характеристики поведінки користувача в системі на основі відстежень системи: давність останнього входу в систему, тривалість останнього перебування в системі, адреса використаного при підключенні комп'ютера, інтенсивність використання системи, сумарне і (або) питома кількість певних операцій, зроблених у системі тощо.